# Moving Pictures (album)
Moving Pictures je osmé studiové album kanadské rockové skupiny Rush. Album bylo nahráno a mixováno od října do listopadu 1980 v Le Studio v Morin Heights (Québec, Kanada) a vydáno 12. února 1981.
Stalo se nejprodávanějším albem skupiny v USA, kde dosáhlo třetí pozice v žebříčku časopisu Billboard a bylo nejpopulárnějším a komerčně nejúspěšnějším albem. Album bylo podle RIAA oceněno jako čtyřnásobně platinové, s prodejem 5 milionů výlisků k datu 27. ledna 1995.
Moving Pictures je jedním ze dvou alb skupiny Rush zapsaných v seznamu 1001 Albums You Must Hear Before You Die / 1001 alb která musíte slyšet dříve než zemřete (2112 je druhým z nich). Časopis Kerrang! uvedl toto album na 43. místě mezi "100 Greatest Heavy Metal Albums of All Time" / 100 největších Heavy metalových alb všech dob.

## Seznam stop
Všechny texty napsal Neil Peart kromě textu písně "Tom Sawyer" který napsal Peart a Pye Dubois, hudbu složili Alex Lifeson a Geddy Lee kromě "YYZ", kterou složili Lee a Peart
1. Tom Sawyer 4:31
2. Red Barchetta 6:10
3. YYZ (instrumental) 4:23
4. Limelight 4:20
5. The Camera Eye 11:01
6. Witch Hunt 4:46
7. Vital Signs 4:47

## Obsazení
- Geddy Lee – baskytara, Oberheim 8 Voice Synthesizer, Minimoog a Taurus pedals, zpěv
- Alex Lifeson – kytary, Taurus pedals
- Neil Peart – bicí, perkusy